# NGC 4111
NGC 4111 is een spiraalvormig sterrenstelsel in het sterrenbeeld Jachthonden. Het hemelobject werd op 14 januari 1788 ontdekt door de Duits-Britse astronoom William Herschel.

## Synoniemen
- UGC 7103
- MCG 7-25-26
- ZWG 215.28
- PGC 38440